# Tube (fietsband)

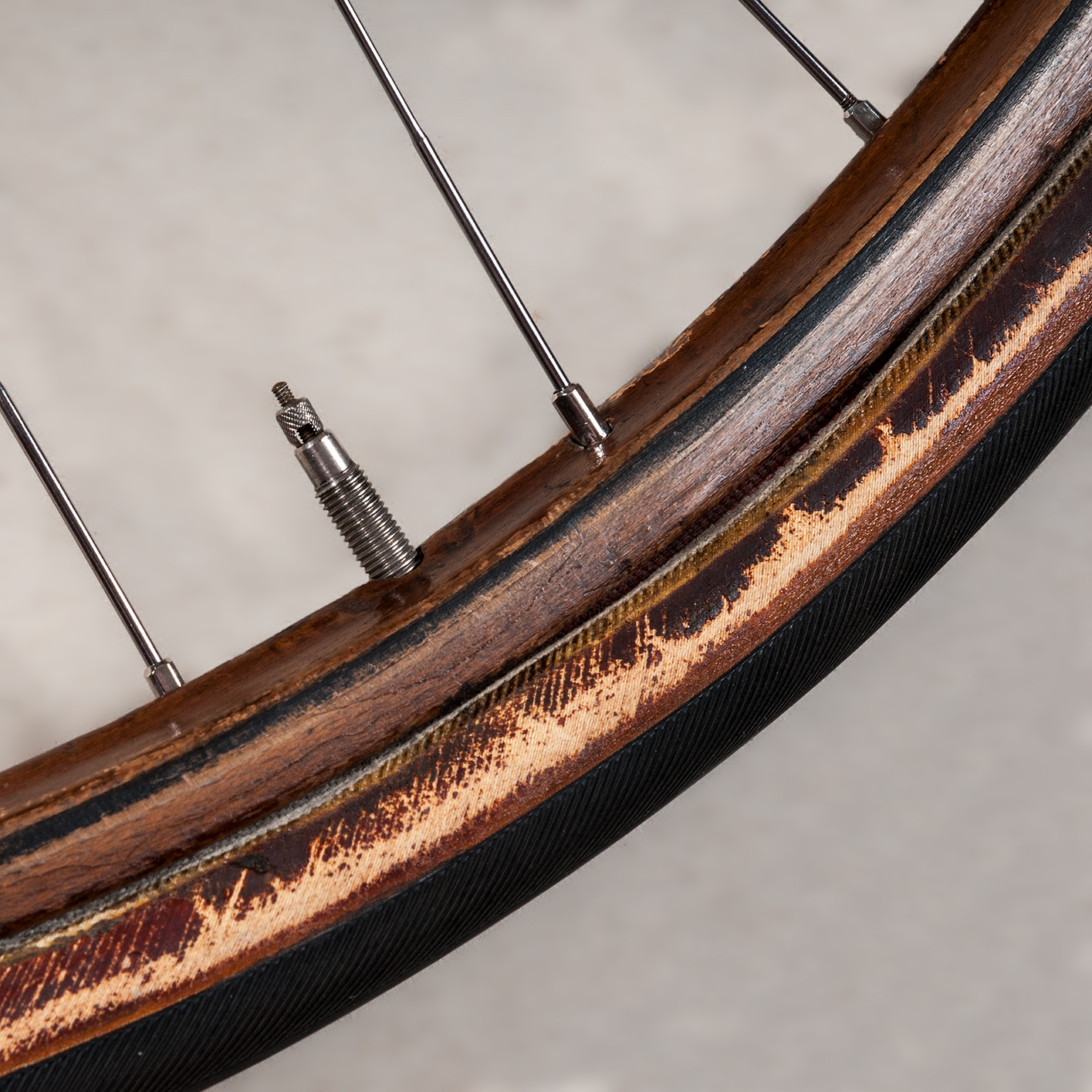

Een tube, van (Engels) tubular tire (= buisvormige band) is een fietsband waarin de binnenband in de buitenband genaaid zit. De buitenband is hierbij volkomen rond en op de stiknaad voorzien van een stootlint. De band wordt met een speciale lijm op een velg geplakt. De velg voor een tube wijkt in vorm af van een velg voor een "gewone" draadband.
De tube moet niet verward worden met de tubeless band, die in het geheel geen aparte binnenband meer bezit.
Binnen het wielrennen was de tube tot ruim een decennium geleden de standaard voor elke serieuze wedstrijdrijder, zowel prof als amateur. Voordelen van de tube boven de 'gewone' draadband waren de vermeende lagere rolweerstand, het lagere gewicht en (door de vorm) de mogelijkheid om platter (dus sneller) door een bocht te gaan.
Draadbanden hebben sedert een jaar of twintig een snelle ontwikkeling doorgemaakt, zodat tubes nog maar weinig voordelen bieden. Beroepswielrenners gebruiken ook vaak draadbanden.
Op de baan blijven tuben (of tubes) onverminderd populair, omdat de tubevelgen een hogere druk kunnen weerstaan dan draadvelgen, waardoor een tube harder opgepompt kan worden (tot 12 bar). Daardoor is een lagere rolweerstand mogelijk. Op de weg valt dat voordeel weg, omdat bij een dergelijke hoge bandenspanning rijden onprettig zou worden. Een ander voordeel van een tube, is dat bij een lek (en dat kan door de hoge druk met een aardige knal vergezeld gaan) de kans groter is dat de band op de velg blijft liggen door de kit.
Het vermeende gewichtsvoordeel van tubes boven draadbanden komt eveneens vooral op rekening van de velg: een tubevelg is lichter dan een draadvelg, omdat er minder materiaal in verwerkt zit. De band zelf heeft weinig gewichtsvoordeel meer.

## Reparatie
Repareren van een tube is een bewerkelijk karwei, waarbij eerst de (geplakte) band van de velg getrokken moet worden. Daarna moet men het stootlint verwijderen en het stiksel openknippen om bij de binnenband te komen. Na reparatie van de binnenband moeten deze stappen in omgekeerde volgorde doorlopen worden: band dichtnaaien, een nieuw stukje stootlint plakken en de band weer op de velg kitten.
Het prepareren van de velg voor eerste gebruik met een tube is eveneens een omslachtige klus, waarbij de velg van twee lagen kit (een dunne en een wat dikkere) wordt voorzien, waarna elke laag geruime tijd moet drogen. Na droging blijft de kit nog elastisch en plakkerig. Voordat de tube wordt omgelegd wordt meestal nog een derde laagje aangebracht dat een half uur droogtijd krijgt. Wiel met tube wordt daarna minstens een dag weggezet voordat er wedstrijden op gereden worden. Een velg waarvan de kit volledig verdroogd (en korrelig) is, dient eerst grondig gereinigd te worden. Om een volledige hechting te krijgen worden bovendien de nippels van de spaakgaten met kurk opgevuld.
Een lekke band tijdens de training wordt door wielrenners meestal verholpen door een reserve tube op de velg te leggen. De hoge druk in de band en de nog aanwezige restanten van de kit houden de band voldoende op de plaats om veilig thuis te komen.
Het is (mede) door deze bewerkelijkheid dat tubes onder amateurwielrenners vrijwel niet meer gebruikt worden en zelfs bij profs steeds meer vervangen worden door draadbanden.

## Binnenband
De betere (duurdere) tube is voorzien van een latex binnenband. Deze is iets lichter dan een butyl binnenband, maar heeft als nadeel dat hij sneller leegloopt.

## Uitspraak
Hoewel de benaming tube uit het Engels is afgeleid is de uitspraak onder Nederlandse en Belgische wielrenners meestal tuub of tuube en wordt tjoeb weinig gehoord.